# Zénobe de Florence
Zénobe (en latin : Zenobius, en italien : Zanobi), né en 337 et mort en 417, est vénéré comme premier évêque de Florence. Sa fête est le 25 mai.

## Vie
Né dans une famille noble de Florence, Zénobe a été élevé par des parents non chrétiens. Il fut rapidement influencé par l'évêque Théodore, qui le baptisa, et réussit, après avoir vaincu une forte opposition, à convertir ses parents au christianisme.

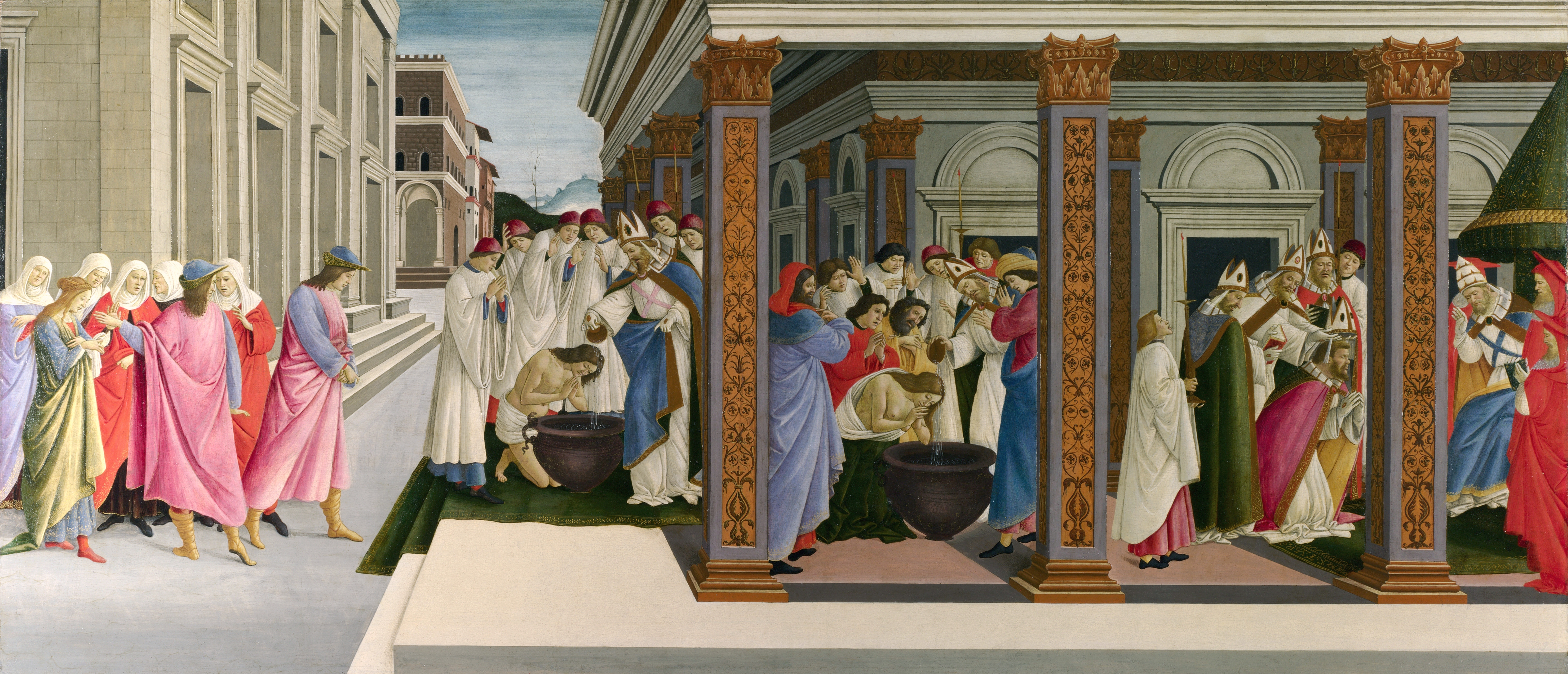
Le Baptême de Zénobe et son ordination en tant qu'évêque, par Sandro Botticelli, vers 1500.

Zénobe embrassa la vie religieuse et fut nommé archidiacre. Ses mérites, et ses qualités de prêcheur arrivèrent aux oreilles de saint Ambroise. C'est à la demande de ce dernier que le pape  Damase Ier le fit venir à Rome, et lui confia plusieurs missions importantes, entre autres une ambassade à Constantinople.
À la mort du pape Damase Ier, il retourna dans sa ville natale où il reprit sa vie apostolique. À la mort de l'évêque en titre, Zénobe, à la grande joie des habitants, fut nommé pour lui succéder. Il évangélisa Florence et les environs et lutta contre l'arianisme.
Il mourut en 417, mais la date est incertaine. Le 25 mai, jour présumé de sa mort, sa demeure, près du Ponte Vecchio, est décorée de fleurs tous les ans.
Sa dépouille mortelle fut d'abord enterrée dans la basilique San Lorenzo (qui avait été consacrée par saint Ambroise en 393), et fut ensuite transférée à l'église Santa Reparata (qui deviendra la cathédrale Santa Maria del Fiore).
Là, dans l'abside, se trouve l'autel de saint Zénobe. Son cercueil en argent, datant de 1440, chef-d'œuvre de Lorenzo Ghiberti, contient une urne avec ses reliques. Sur la façade, on peut voir la représentation d'un de ses miracles, la résurrection d'un enfant. Au-dessus du cercueil, se trouve le tableau de Giovanni Balducci représentant la Cène. Il y avait aussi un panneau de mosaïque réalisé au XVIe siècle par Monte del Fora di Giovanni qui se trouve actuellement dans un musée de Florence.

## Miracles

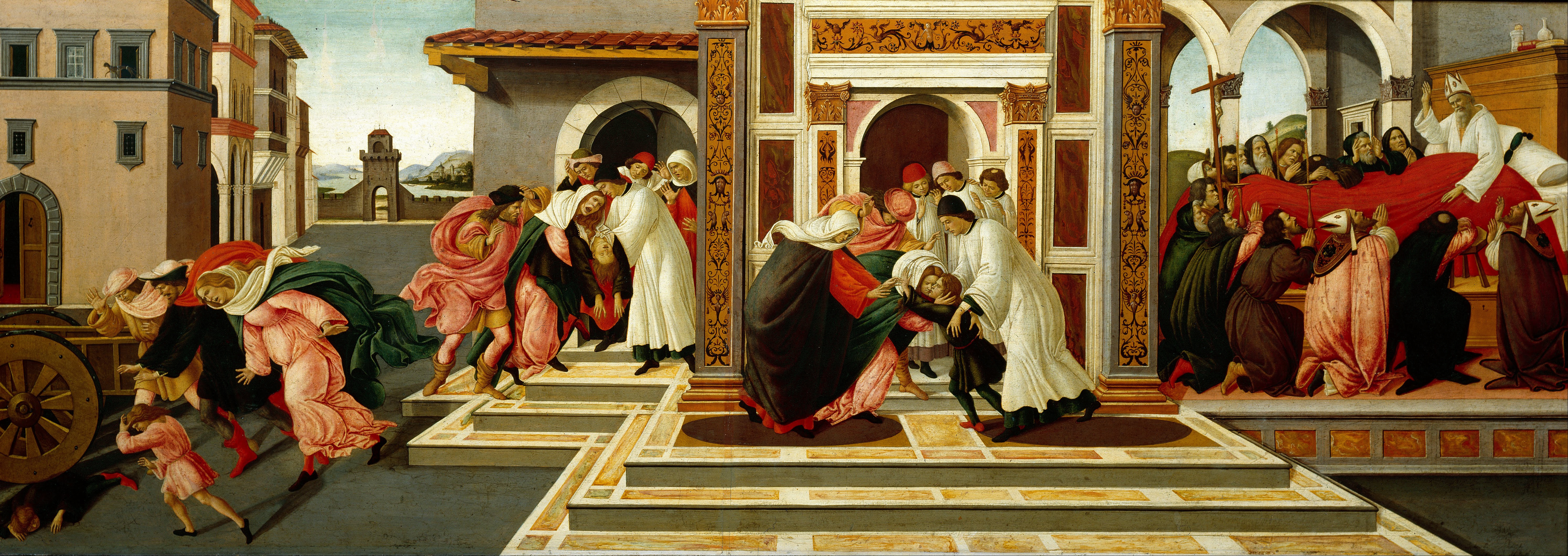
Le Dernier Miracle et la mort de saint Zénobe, par Sandro Botticelli, vers 1500.

De nombreux miracles ont été attribués à saint Zénobe, notamment plusieurs résurrections.
Une légende raconte qu'un enfant fut écrasé par un chariot avec lequel il jouait. Sa mère, veuve, apporta l'enfant à saint Zénobe. Celui-ci pria longuement, et rendit l'enfant vivant à sa mère.
On a aussi raconté qu'au cours du cortège de son enterrement vers la cathédrale, son corps effleura un vieil orme qui reprit vie au contact du saint. La colonne de saint Zénobe, sur le côté nord du baptistère, célèbre cet événement.

## Saint Zénobe dans l'art
Saint Zénobe est souvent peint avec un enfant mort dans ses bras, ou avec un orme en fleurs, en référence aux miracles qui lui sont attribués.
Botticelli a décrit la vie et l'œuvre de Zénobe sur quatre tableaux, se passant après le premier épisode de sa vie où il refuse l'épouse que lui destinaient ses parents et où quitte la maison familiale. Les quatre autres scènes représentées décrivent son baptême, et son ordination sacerdotale, ses miracles et sa mort.
Ghirlandaio en 1482 a peint, sur un mur du Palazzo Vecchio à Florence une fresque représentant l'apothéose de saint Zénobe.

## Galerie

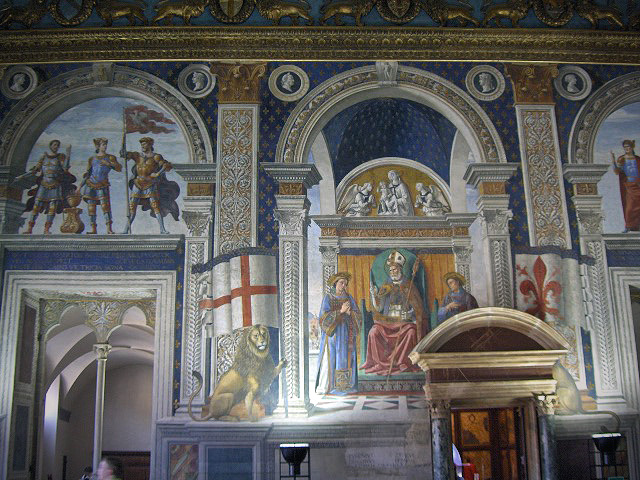
Fresque de Saint Zénobe, Palazzo Vecchio, Florence.
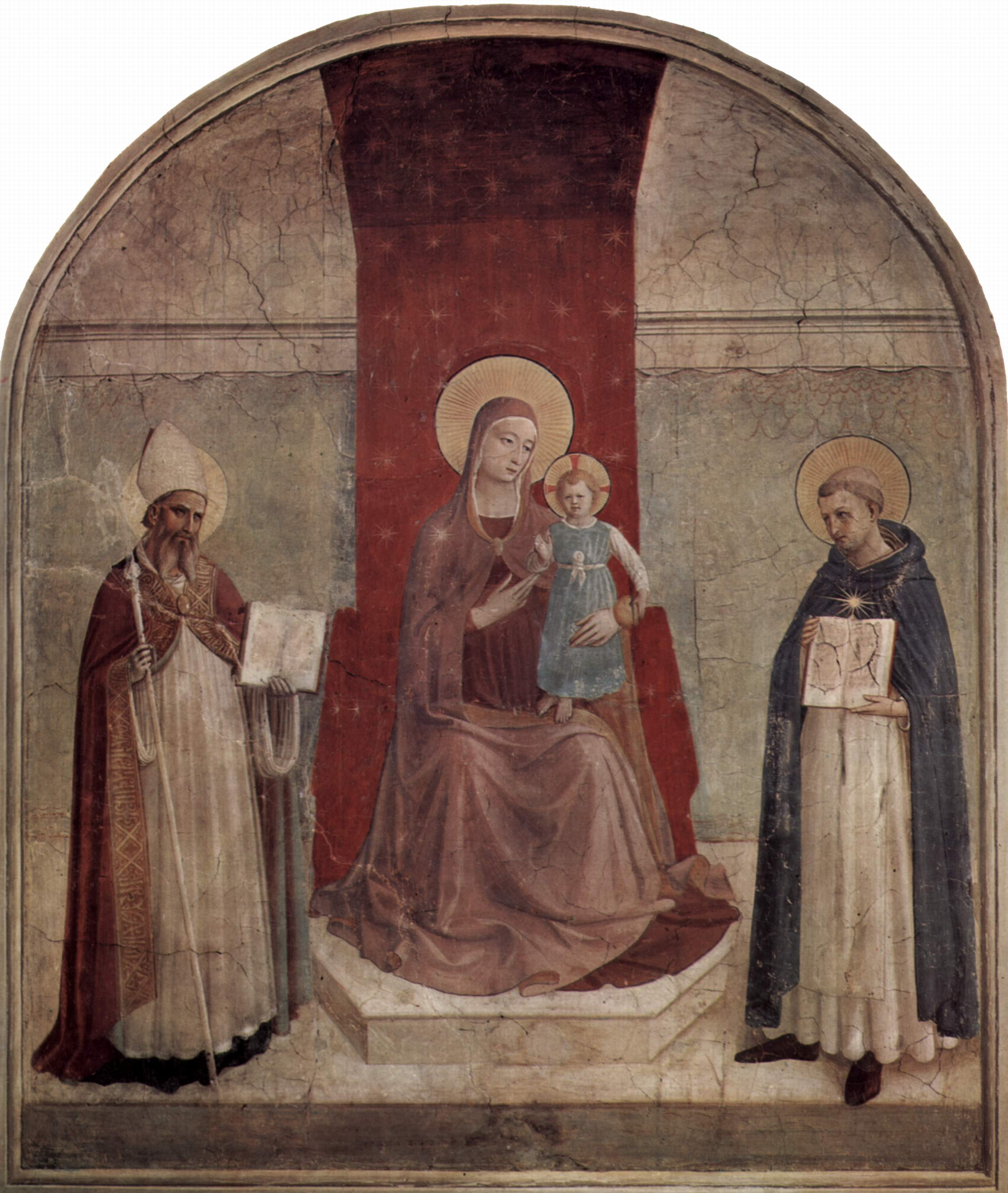
La Vierge avec saint Dominique à sa droite et saint Zénobe à sa gauche par Fra Angelico (couvent San Marco)
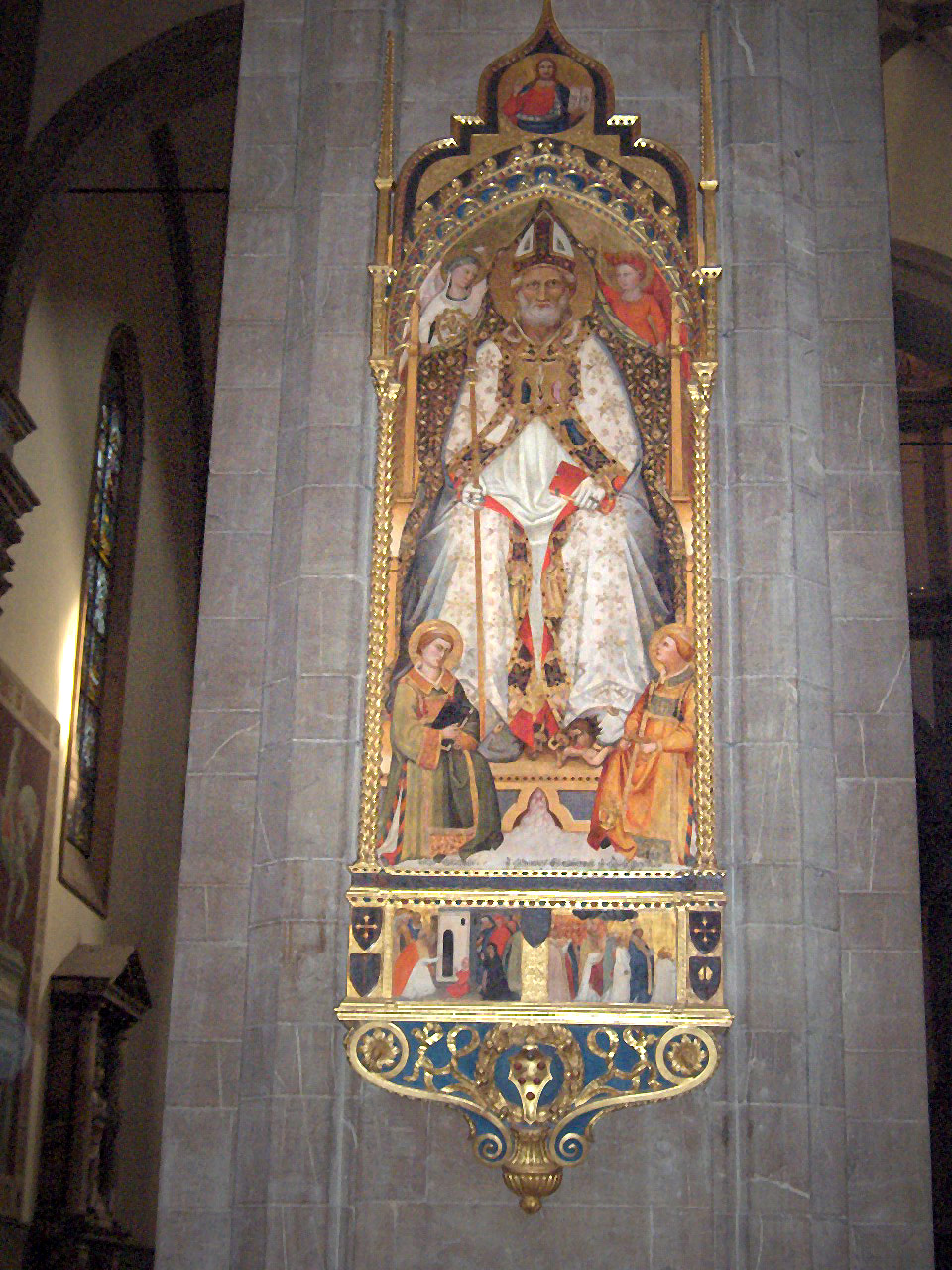
Saint Zénobe assis avec les diacres à genoux à Santa Maria del Fiore, Florence.
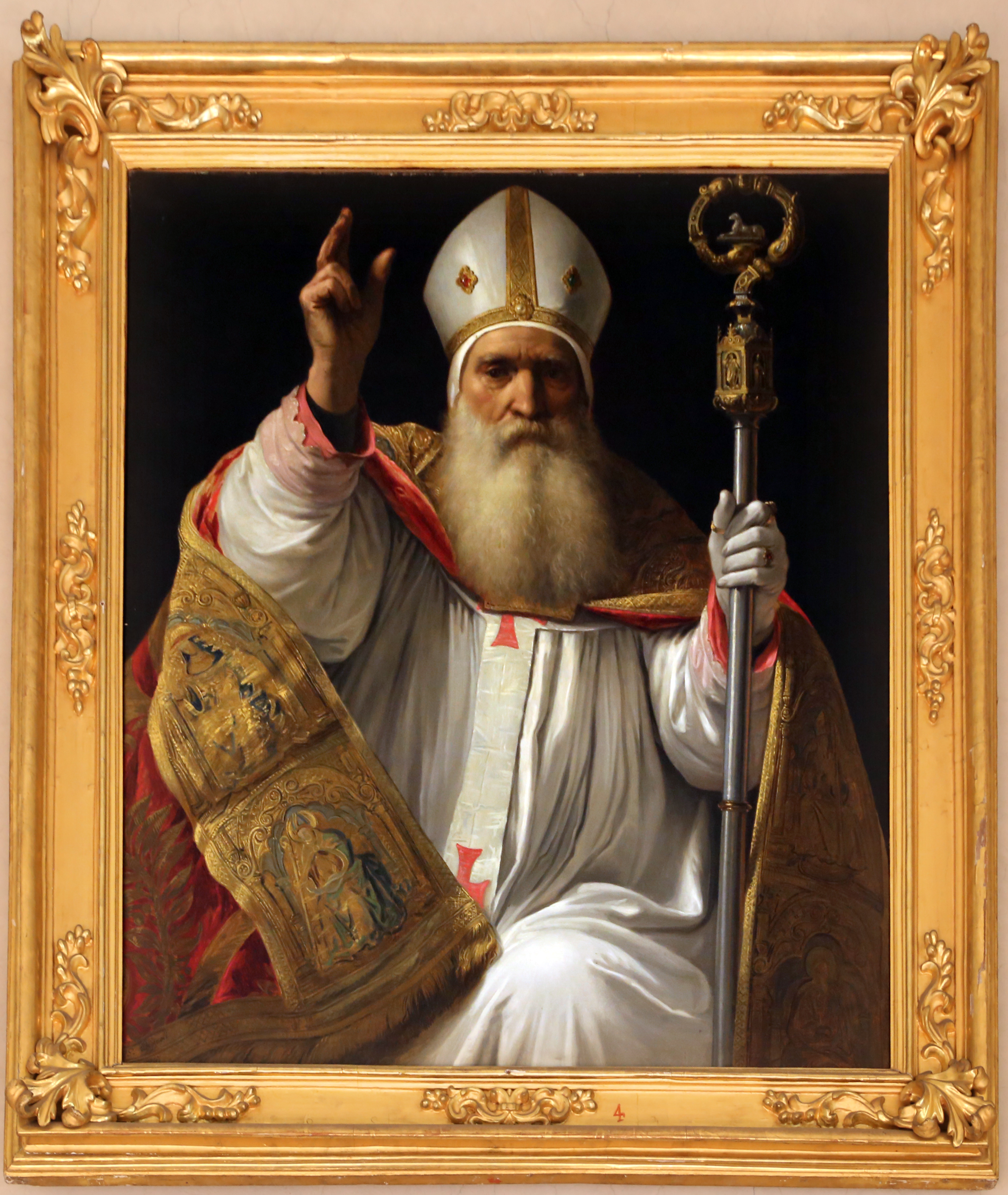
Saint Zénobe, Giuseppe Bezzuoli (1847), Villa Medicea di Castello, Florence.
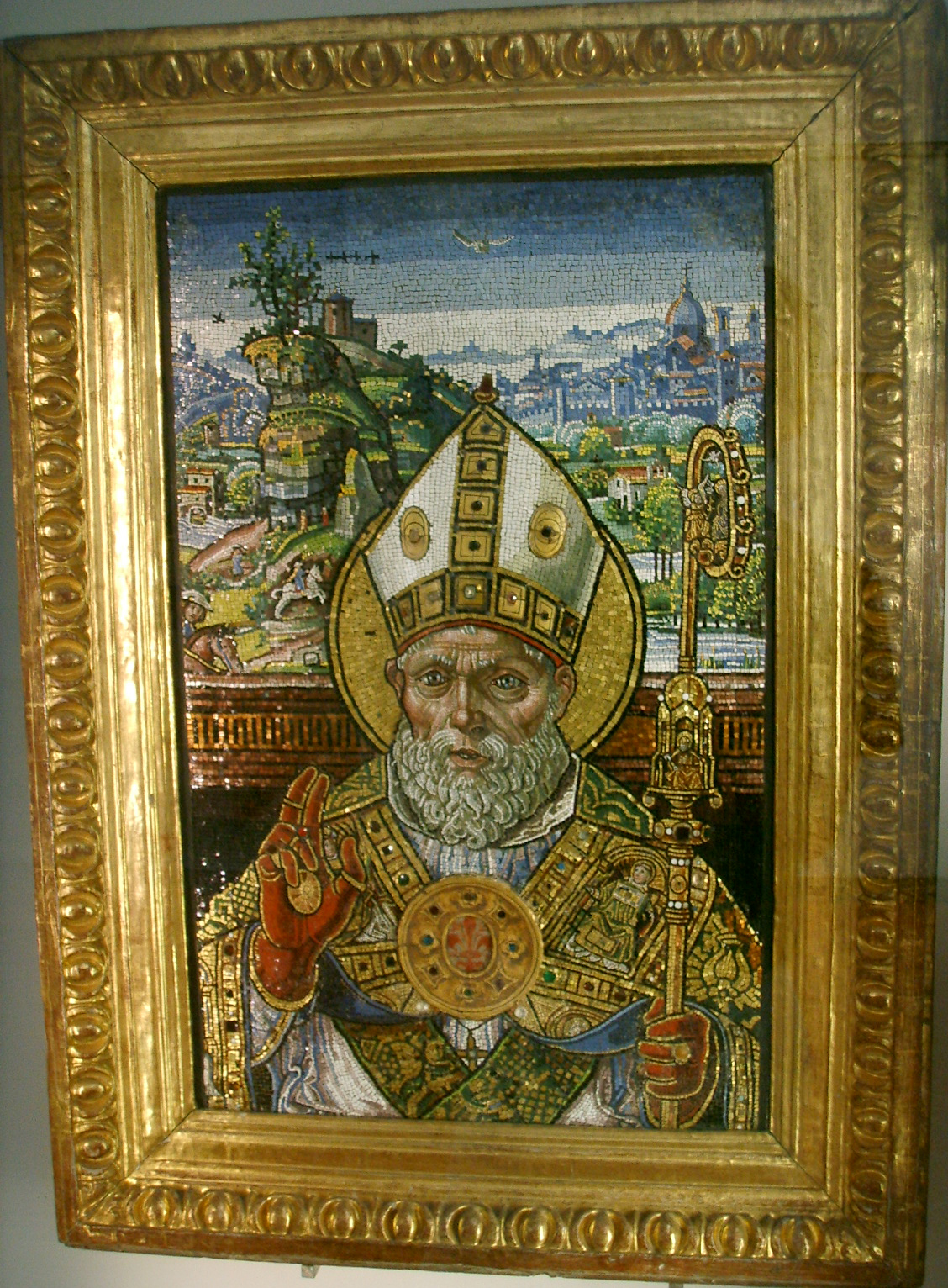
Mosaïque dans le Museo dell'Opera del Duomo de Florence

## Sources
- (en) Cet article est partiellement ou en totalité issu de l’article de Wikipédia en anglais intitulé « Zenobius of Florence » (voir la liste des auteurs).
- (en) George Ferguson, Signs and Symbols in Christian Art (New York: Oxford University Press, 1961), 147.